# Enrique V de Reuss-Untergreiz
Enrique V Reuss zu Greiz (en alemán: Heinrich V Reuss, Herr zu Greiz; 4 de noviembre de 1549, Zwickau, Sajonia; 9 de octubre de 1604, Greiz, Reuss-Untergreiz) fue un miembro de la familia Reuss y conde de Reuss-Untergreiz (1596-1604), señor de Greiz, Untergreiz (1583-1596), señor de Lobenstein (1577-1585) y Kranichfeld (1577-1586).

## Biografía
Era el hijo menor de Enrique XIV/I de Reuss-Untergreiz, primer señor de Greiz y Kranichfeld (c. 1506-22 de marzo de 1572) y su esposa Barbara von Mech (1507-abril de 1580), hija de Georg von Mech-Schönfeld-Plon (fallecido en 1534) y Katharina von Tetau (nacida c. 1480).
En 1564, el Condado de Reuss fue dividido entre los hijos de Enrique XIII, de esa partición surgieron los señoríos de Untergreiz (línea mayor), Obergreiz (línea media) y Gera (línea menor). En 1596 el señorío de Schleiz se extiende más hacia la línea media.
Tras la muerte de su padre él y sus hermanos, Enrique II y Enrique III, gobernaron conjuntamente el señorío. Enrique V sobreviviría más que ellos y en 1596 fue ascendido a conde imperial.
Enrique V murió el 9 de octubre de 1604 en Greiz a la edad de 54 años y fue enterrado allí. Fue sucedido por dos de sus hijos, Enrique V y IV.

## Matrimonio y descendencia
Enrique V se casó el 25 de noviembre de 1583 en Waldenburg con María de Schönburg-Waldenburg (29 de agosto de 1565, Waldenburg; 9 de marzo de 1628, Greiz), hija de Hugo I de Schönburg-Waldenburg (1530-1566) y la condesa Ana de Gleichen-Rembda (1532-1570). Tuvieron los siguientes hijos:
- Ana Bárbara von Reuss-Greiz (22 de abril de 1585-5 de mayo de 1629), se casó el 16 de noviembre de 1601 en Penig con Wolf III von Schönburg-Glauchau-Penig (8 de septiembre de 1556-17 de agosto de 1612)
- María Catalina von Reuss-Greiz (5 de enero de 1587 - 20 de agosto de 1640, Greitz), soltera
- Inés Juliana von Reuss-Plauen (30 de abril de 1588, Dielau - 15 de diciembre de 1588, Dielau),
- Enrique I, señor de Greiz (9 de julio de 1588, Gera - 11 de julio de 1588, Gera)
- Enrique II, señor de Greiz (9 de enero de 1591-26 de enero de 1591)
- Susana Isabel de Reuss-Plauen (21 de febrero de 1592-7 de diciembre de 1597)
- Eva de Reuss-Plauen (31 de mayo de 1593 - 4 de julio de 1636, Artern), se casó el 20 de julio de 1613 en Eilenburg con el conde Philipp Ernst von Mansfeld-Artern (11 de mayo de 1560-15 de septiembre de 1631), cabo del electorado de Sajonia en Leipzig y Eilenburg, hijo de Johann Heuer II von Mansfeld-Vorderort y Martha von Mansfeld-Hinterort
- Enrique III, señor de Greiz (12 de diciembre de 1594, Dielau - 12 de septiembre de 1609, Jena )
- Enrique IV de Reuss-Obergreiz (11 de marzo de 1597-25 de agosto de 1629), Conde y Señor de Plauen, Señor de Graz, Kranichfeld, Obergreiz y Untergreiz (junto con su hermano Enrique V). Se casó en mayo de 1624 en Arolsen con la condesa Juliana Isabel de Daun-Neufwiler von Wildgraf (1602-24 de mayo de 1653)
- Magdalena Dorotea von Reuss-Plauen (22 de julio de 1599-31 de agosto de 1599)
- Enrique V de Reuss-Untergreiz (4 de diciembre de 1602, Greiz - 7 de marzo de 1667, Greiz), Señor de Greiz, Kranichfeld y Untergreiz, casado el 28 de noviembre de 1630 en Greiz con la condesa Ana María de Salm-Neuviller (10 de agosto de 1606-20 de noviembre de 1651)